# Andrei Anatoljewitsch Bukin
Andrei Anatoljewitsch Bukin (russisch Андрей Анатольевич Букин; * 20. Juni 1957 in Moskau, Russische SFSR, UdSSR) ist ein ehemaliger russischer Eiskunstläufer, der im Eistanz für die Sowjetunion startete.
Bukin begann im Alter von sieben Jahren mit dem Eislaufen beim ZSKA Moskau. Mit zehn Jahren ging er zu Spartak Moskau und spezialisierte sich auf das Eistanzen. Seine erste Eistanzpartnerin wurde Olga Abankina. Ende der 1970er Jahre schloss er sich der Trainingsgruppe von Tatjana Tarassowa an. Seine Eistanzpartnerin wurde ab 1977 Natalja Bestemjanowa.
1979 hatten Bestemjanowa und Bukin ihr Debüt bei Weltmeisterschaften und 1980 bei Europameisterschaften und Olympischen Spielen. Bereits 1981 errangen sie mit Bronze bei der Weltmeisterschaft ihre erste Medaille. In der ersten Hälfte der 1980er Jahre waren Bestemjanowa und Bukin die stärksten Konkurrenten der Briten Jayne Torvill und Christopher Dean. Diese konnten sie allerdings nie besiegen. 1982, 1983 und 1984 wurden sie Vize-Weltmeister und 1982 und 1984 Vize-Europameister hinter den Briten. Ihren einzigen Titel in diesem Zeitraum gewannen sie bei der Europameisterschaft 1983 in Dortmund, allerdings in Abwesenheit von Torvill und Dean. Auch bei den Olympischen Spielen 1984 in Sarajevo mussten sich Bestemjanowa und Bukin mit der Silbermedaille begnügen. Nach dem Rücktritt von Torvill und Dean waren Bestemjanowa und Bukin bis Ende der 1980er Jahre das weltbeste Eistanzpaar. Von 1985 bis 1988 gewannen sie alle internationalen Meisterschaften, an denen sie teilnahmen. Sie gewannen die Europameisterschaften 1985, 1986, 1987 und 1988 und die Weltmeisterschaften 1985, 1986, 1987 und 1988. 1988 in Calgary wurden sie Olympiasieger. Bukin war bei diesen Olympischen Spielen auch der Fahnenträger seines Landes.
Mit vier WM-Titeln und fünf EM-Titel werden sie nur noch von ihren Landsleuten Ljudmila Pachomowa und Alexander Gorschkow übertroffen, die es auf insgesamt sechs WM- und EM-Titel brachten.
Bukin ist mit seiner ersten Eistanzpartnerin Olga Abankina verheiratet. Mit ihr hat er den Sohn Andrei (* 1983). Das Paar trennte sich, ließ sich aber nie scheiden. Mit seiner jetzigen Partnerin Jelena Wasjukowa, einer ehemaligen Eistänzerin, hat er ebenfalls einen Sohn, Iwan Bukin (* 1993), der als Eistänzer 2013 Juniorenweltmeister wurde und mehrere Medaillen bei Eiskunstlauf-Europameisterschaften gewann.
Seit 1986 tritt Bukin mit Natalja Bestemjanowa in Bobrins Eistheater Moskau auf, das von Bestemjanowas Mann Igor Bobrin geführt wird.

## Ergebnisse

### Eistanz
(mit Natalja Bestemjanowa)
| Wettbewerb / Jahr           | 1978 | 1979 | 1980 | 1981 | 1982 | 1983 | 1984 | 1985 | 1986 | 1987 | 1988 |
| --------------------------- | ---- | ---- | ---- | ---- | ---- | ---- | ---- | ---- | ---- | ---- | ---- |
| Olympische Winterspiele     |      |      | 8.   |      |      |      | 2.   |      |      |      | 1.   |
| Weltmeisterschaften         |      | 10.  |      | 3.   | 2.   | 2.   | 2.   | 1.   | 1.   | 1.   | 1.   |
| Europameisterschaften       |      |      | 6.   | 4.   | 2.   | 1.   | 2.   | 1.   | 1.   | 1.   | 1.   |
| Sowjetische Meisterschaften | 3.   | 4.   | 2.   | 3.   | 1.   | 1.   |      | 2.   |      | 1.   |      |